# Ko (Kana)
こ, in Hiragana, oder コ in Katakana, sind japanische Zeichen des Kana-Systems, die beide jeweils eine Mora repräsentieren. In der modernen japanischen alphabetischen Sortierung stehen sie an zehnter Stelle. Das こ ist außerdem der 33. Buchstabe im Iroha, direkt nach dem ふ und vor え. Die Form beider Kana ist vom Kanji 己 abgeleitet und beide stellen [ko] dar.
| Form                                  | Rōmaji     | Hiragana       | Katakana       |
| ------------------------------------- | ---------- | -------------- | -------------- |
| Normal k- (か行 ka-gyō)               | ko         | こ             | コ             |
| Normal k- (か行 ka-gyō)               | kou koo kō | こう こお こー | コウ コオ コー |
| Zusätzliches Dakuten g- (が行 ga-gyō) | go         | ご             | ゴ             |
| Zusätzliches Dakuten g- (が行 ga-gyō) | gou goo gō | ごう ごお ごー | ゴウ ゴオ ゴー |

## Varianten
Die Kana können mit den Dakuten, zu ご in Hiragana, ゴ in Katakana, und damit go in dem Hepburn-System, erweitert werden.

## Strichfolge

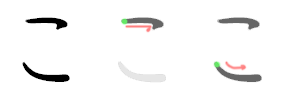
Strichfolge für こ

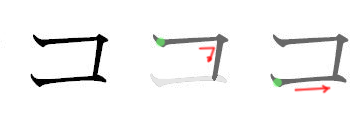
Strichfolge für コ

|  |  |

## Weitere Darstellungsformen
- In japanischer Brailleschrift:

- Der Wabun-Code ist －－－－.
- In der japanischen Buchstabiertafel wird es als „子供のコ“  (Kodomo no Ko) buchstabiert.